# 极度关切

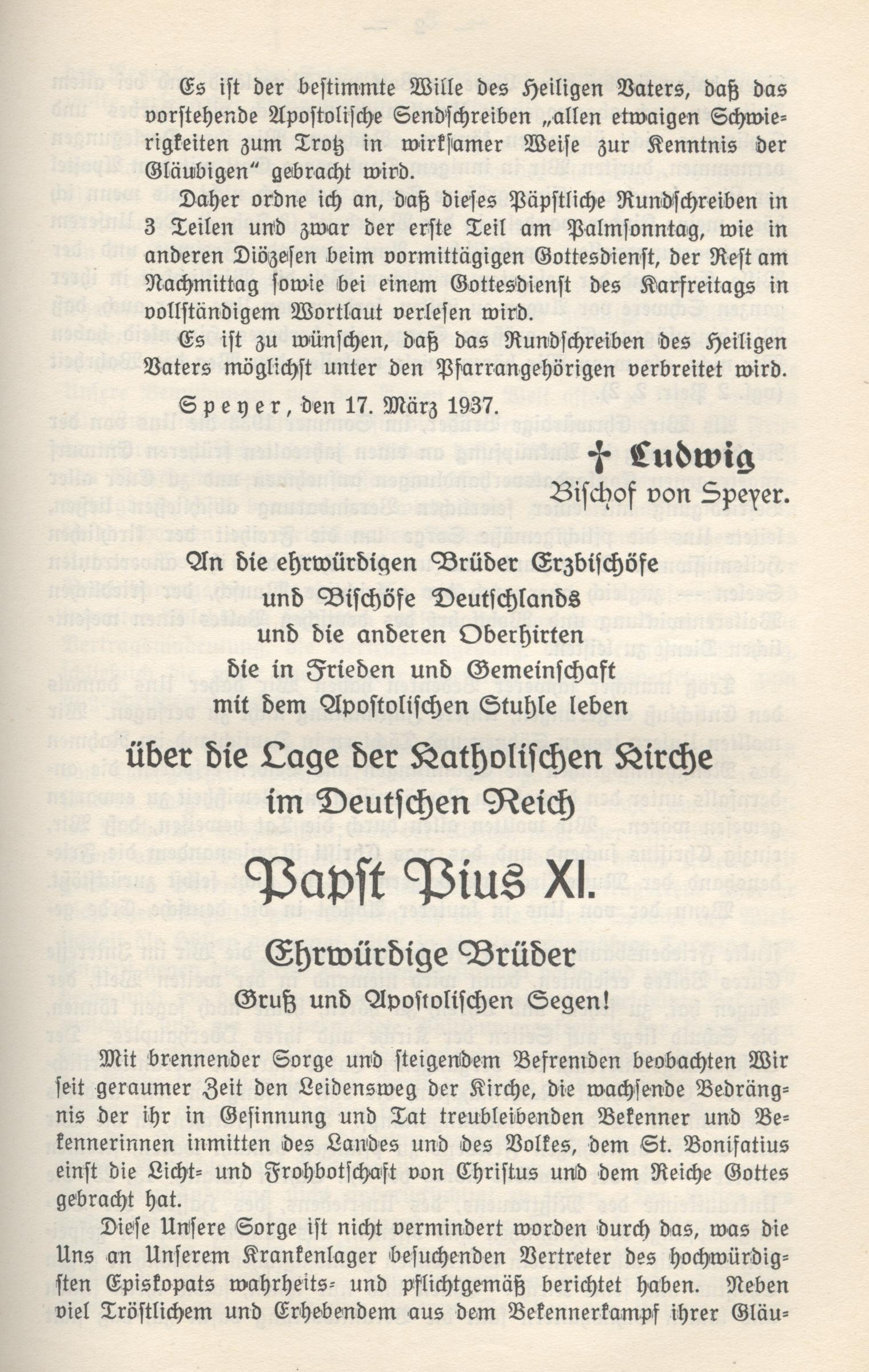
教宗庇護十一世頒發的《Mit brennender Sorge》是第一份用德語撰寫的教宗通諭。

极度关切（德語：Mit brennender Sorge，IPA：[mɪt ˈbʀɛnəndɐ ˈzɔʁɡə]）是教宗庇护十一世于1937年3月10日所发布的通谕，与通常采用的拉丁语不同，该通谕使用的是德语。通谕发布后被秘密带入德国，于当年聖枝主日（3月21日）全德各地天主教会宣读。通谕对违反《政教协定》进行了谴责，还谴责了“泛神论的混乱”、“新异教主义”、“所谓种族和血统的神话”以及对国家的崇拜。由于印刷及分发30万份通谕是在秘密中进行的，在德国各地宣读通谕并未受到干预。但是第二天，纳粹德国盖世太保突袭了各地教堂并没收了所发现的全部副本，参与印刷的印刷厂也被关闭。此后，纳粹政权加强了对天主教会的打击活动。